# دانيال ميلر
دانيال ميلر (بالإنجليزية: Daniel H. Miller)‏ (و. القرن 18 – 1846 م) هو سياسي من الولايات المتحدة الأمريكية .
وهو عضو في الحزب الديمقراطي الأمريكي .